# ヒーリングっど♥プリキュア キャラクターシングル 〜響き合う4つの声〜
「ヒーリングっど♥プリキュア キャラクターシングル 〜響き合う4つの声〜」（ヒーリングっどプリキュア キャラクターシングル ひびきあう4つのこえ）は、テレビアニメ『ヒーリングっど♥プリキュア』のキャラクターソングを収録したシングル。2020年7月22日にマーベラスより発売。

## 概要
テレビアニメ『ヒーリングっど♥プリキュア』に登場するプリキュア役・ヒーリングアニマル役によるキャラクターソングを収録したシングルCD。7月7日に発売された『ヒーリングっど♥プリキュア ボーカルアルバム 〜Voice of life〜』に続くリリースとなる。
新たに登場する風鈴アスミ / キュアアース（CV：三森すずこ）とそのパートナーとなるラテ（CV：白石晴香）による新曲、キュアグレース（CV：悠木碧）、キュアフォンテーヌ（CV：依田菜津）、キュアスパークル（CV：河野ひより)、キュアアースの4人による新曲とオープニングテーマ「ヒーリングっど♥プリキュア Touch!!」のカバーバージョンの3曲を収録している。
初回封入特典としてジャケットサイズ・ステッカーを封入。なお、当初は2020年9月開催予定のライブイベントの先行抽選応募券も封入される予定だったが、イベント開催中止に伴いこの応募券の封入はなくなっている。

## 収録曲
1. ヒーリングっど♥プリキュア Touch!! 〜Precure Quartet Ver〜
歌：キュアグレース（CV：悠木碧）、キュアフォンテーヌ（CV：依田菜津）、キュアスパークル（CV：河野ひより)、キュアアース（CV：三森すずこ）
作詞：こだまさおり、作曲：高取ヒデアキ、編曲：籠島裕昌
2. 風のシンパシー
歌：風鈴アスミ（CV：三森すずこ）、ラテ（CV：白石晴香）
作詞：こだまさおり、作曲・編曲：Lantan
3. Ready Steady →プリキュア!!
歌：キュアグレース（CV：悠木碧）、キュアフォンテーヌ（CV：依田菜津）、キュアスパークル（CV：河野ひより)、キュアアース（CV：三森すずこ）
作詞：こだまさおり、作曲・編曲：Lantan